# Cystoisospora belli
Espèce
Synonymes
- Isospora belli[1]

Cystoisospora belli, précédemment nommé Isospora belli, est un organisme invasif, parasite de l'intestin grêle. Il est responsable de l’isosporose, une coccidiose intestinale affectant particulièrement les sujets immunodéprimés en zones tropicales et subtropicales. Son tableau, assez discret, est celui d'une entérocolite bénigne avec diarrhée non dysentériforme contenant des oocystes non encore divisés mesurant 30 micromètres sur 15 micromètres.

## Diagnostic
Le diagnostic peut se faire par :
- mise en évidence d’oocystes dans les selles par un examen parasitologique après concentration (technique de Junod) ;
- examen du liquide d’aspiration duodénale ;
- biopsies duodénales : l’examen anatomopathologique retrouve une atrophie villositaire et parfois des parasites dans les cellules épithéliales.

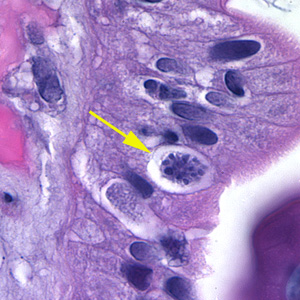
Oocystes de Cystoisospora belli dans des cellules épithéliales au microscope optique après coloration à l’hématoxyline et l’éosine.

Les oocystes sont ovalaires, réfringents, ont une double paroi et mesurent 25 à 30 µm x 12 à 19 µm.

## Traitement
Le traitement repose sur le cotrimoxazole (sulfaméthoxazole + triméthoprime) (BACTRIM FORTE cp)  :
- chez l’adulte immunocompétent : deux comprimés par jour pendant sept jours ;
- chez l’immunodéprimé : quatre comprimés par jour pendant 10 jours suivi par un traitement prophylactique de 1 comprimé 3 fois par semaine:

1/ traitement d'attaque : cotrimoxazole 160/800 mg x 4/j pendant 10 jours.
2/ traitement d’entretien : cotrimoxazole 160/800 mg x 3/semaine (mais une posologie croissante est souvent nécessaire) tant que persiste le déficit immunitaire.